# باسيل بينينغتون
باسيل بينينغتون (بالإنجليزية: Basil Pennington)‏ هو موظف ديني ‏ أمريكي، ولد في 28 يوليو 1931، وتوفي في 3 يونيو 2005.